# Fabiana densa
Fabiana densa ist eine Pflanzenart aus der Gattung Fabiana in der Familie der Nachtschattengewächse (Solanaceae).

## Beschreibung
Fabiana densa ist ein Strauch mit einer Höhe von bis zu 1 m. Charakteristisch sind die gemmenbildenden Wurzeln, die dichte Belaubung und die drüsige Behaarung.
Die Blüten stehen in den oberen Bereichen von Zweigen und Kurztrieben an etwa 4,5 mm langen Blütenstielen. Der Kelch ist 3 bis 5,7 mm lang, die Kelchröhre ist an der Basis urnenförmig und insgesamt 2,2 bis 3,7 (selten bis 4) mm lang, die Kelchzipfel sind schmal dreieckig oder dreieckig und 1 bis 2 mm lang. Die Krone ist trichterförmig, misst 10 bis 13 (selten 13,5) mm, oftmals weist sie rote oder violette Streifen auf einem gelben Grund auf. Die Staubblätter sind zweigestaltig, die Staubbeutel messen 0,7 bis 1 mm, die Theken stehen frei voneinander. Die Narbe ist sattelförmig.
Die Frucht ist eine 6 bis 7 mm große Kapsel, die Samen haben eine Größe von etwa 1,4 bis 1,5 × 0,5 bis 0,6 × 0,3 mm.

## Verbreitung
Die Art ist in den biogeographischen Regionen „Altoandina“ und „Puneña“ in den bolivianischen Departamentos La Paz, Oruro und Potosí, sowie im Nordwesten Argentiniens in den Provinzen Jujuy, Salta, Catamarca und Tucumán verbreitet. Sie wächst in Höhenlagen zwischen 2800 und 4300 m.